# 陈体强
陈体强（1917年—1983年），笔名陈健，男，福建闽侯人，中国国际法学家，外交学院教授，曾任中国政治法律学会副秘书长，第六届全国政协委员。